# 노다메 칸타빌레 최종악장
노다메 칸타빌레 최종악장(일본어: のだめカンタービレ 最終楽章)은 니노미야 도모코의 만화 '노다메 칸타빌레'를 원작으로 한 일본의 영화이다. 2006년과 2008년에 방송 된 텔레비전 드라마 판의 속편 형태로 전·후편 2부작으로 제작 되었다. 감독은 드라마 판의 연출에 이어 타케우치 히데키가 맡아 영화 감독 첫 데뷔했다. 촬영은 일본 외에도 프랑스, 체코, 슬로바키아, 오스트리아 등 해외에서도 이뤄졌다. 새로운 출연진으로는 타니하라 쇼스케, 나다기 타케시(더 플랜 9), 차드 마렌이 합류하였고, 외국인 역에는 현지 배우도 다수 캐스팅 되었다. 또한 노다메의 피아노 연주는 중국인 피아니스트의 랑랑이 담당했다.

## 전편
일본에서 2009년 12월 19일에, 대한민국에서는 2010년 9월 9일에 개봉되었다.
캐치프레이즈는 〈이 겨울, 영화관 콘서트홀로 바뀐다.〉, 〈기다려주세요 선배. 지금 따라 가고 있으니까.〉
공개 전날의 2009년 12월 18일에 방송 된 금요 프리 스테이지 《영화 공개 기념 드라마 레전드 노다메 칸타빌레 in 유럽 완결의 서장~ 제1밤》 및 다음 날 12월 19일에 방송 된 토요 프리미엄 《영화 공개 기념 드라마 레전드 노다메 칸타빌레 in 유럽 완결의 서장~ 제 2밤》에 새로운 촬영 부분을 포함한 재 편집 판이 방송 되었다. 또한 2008년 1월 4~5일에는 후지 TV 계열에서 2밤 연속 스페셜 드라마 《노다메 칸타빌레 신춘 스페셜 in 유럽》이 지상파 채널에서 재방송 되었다.
일본 전국 409개 스크린에서 개봉되어 12월 19일 - 20일의 첫날 2일간의 성적은 관객수는 31만 7,302명, 흥행 수입 3억 9,429만 1,600엔으로 주말 박스 오피스에서 2위, 2009년 후지 TV가 제작한 영화 중에서도 《아말피 여신의 보수》를 제치고 박스오피스 1위가 되는 좋은 스타트를 기록했다. 홍콩, 마카오, 중화민국, 싱가포르에서도 2010년 3월에 전편이 개봉되었고, 특히 홍콩에서는 박스오피스 첫 등장 2위를 기록하는 히트를 쳤다. 일본 극장에서의 최종 흥행 수입 41억엔으로 2010년도 흥행 수입 방화 중 6위를 차지하였다. 후편의 개봉 전인 2010년 4월 10~16일에는 "복습 상영회"라고 칭해지며 다시 상영 되었다.

## 후편
전편에 이은 완결판 작품으로, 일본에서는 2010년 4월 17일에, 대한민국에서는 2011년 1월 13일에 개봉되었다.
캐치프레이즈는 〈안녕, 노다메.〉, 〈작별입니다.〉
영화 개봉을 기념하여 2010년 4월 15일에는 후지 TV 《메자마시 TV》의 정체 시청자 참가형 연주 대회 《노다메 최종 모두 "베트 7" 로드 to 무도관》이 개최되었다. 대회에는 베토벤 교향곡 제 7번 제 1악장이 쓰였다.
일본 전국 410개 스크린에서 개봉되었다. 첫날은 주연 배우 및 감독이 4개 팀으로 나뉘어 도쿄 3 곳의 극장, 가나가와현 2 곳의 극장, 오사카 2 곳의 극장에서 총 18회 무대 인사가 진행되었다. 무대 인사의 누적 관객수는 1만 2,107명으로 도호 시네마즈 극장에서의 무대 인사의 역대 최고 횟수를 기록했다. 또한 2010년 4월 17~18일 첫날 2일간으로 관객수 43만 7,613명, 흥행 수입은 5억 6,307만 5,250엔을 기록해 영화 관객수 순위(흥행 통신사 조사)에서 첫 등장 3위를 차지했다(1위는 '이상한 나라의 앨리스', 2위는 '명탐정 코난 천공의 난파선'). 개봉 2 주차에는 총 관객수 109만명, 흥행 수입 13억 5500만엔, 개봉 3주차에 흥행 수익 20억엔을 돌파하였고 전후편을 합해 관객수 500만명을 돌파해, 개봉 5주차에는 관객수 259만명, 흥행 수입 31억 3,000 만엔, 개봉 6주차에 총 동원 수는 275 만 913 명, 흥행 수입 33억 2,833만 9,870엔의 대히트를 기록했다. 최종 흥행 수입은 37.2억엔으로 2010년의 흥행 수입 방화 중 8위를 차지했다.

## 출연진
전편 / 후편 모두 출연.
- 우에노 주리
- 타마키 히로시
- 에이타
- 미즈카와 아사미
- 코이데 케이스케
- 웬츠 에이지
- 벡키
- 야마다 유
- 타니하라 쇼스케
- 나다기 타케시(더 플랜 9)
- 후쿠시 세이지
- 키치세 미치코
- 이부 마사토
- 다케나카 나오토
- 기리 빈센트
- 네코제 츠바키

전편에만 출연.
- 야마구치 사야카
- 차드 마렌

후편에만 출연.
- 이와마츠 료
- 미야자키 요시코
- 카타히라 나기사 (카메오 출연)
- 아오이 유우 (목소리 출연)

## 스탭
전편 / 후편
- 원작 : 니노미야 토모코
- 감독 : 타케우치 히데키
- 각본 : 에토 린
- 음악 : 후쿠베 류지
- 제작 : 카메야마 치히로
- 총괄 프로듀서 : 이시하라 타카시, 와다 이쿠, 요시바 하루미네, 하타나카 타츠로, 시마타니 요시나리
- 프로듀서 : 와카마츠 히로키, 마에다 쿠가, 와다쿠라 카즈토시
- 라인 프로듀서 : 모리 토오루
- 촬영 : 야마모토 히데오
- 편집 : 마츠오 히로시
- 조명 : 오노 아키라
- 녹음 : 카키자와 키요시, 키타무라 미네하루
- 미술 디자인 : 아베키 요지
- 기록 : 와타나베 미에
- VFX 프로듀서 : 오야 테츠오
- 조감독 : 히가키 카즈히로, 세키노 무네노리
- 제작 담당 : 카토 히로시, 카지카와 노부유키
- 제작 위원회: 후지 TV, 코단샤, 아뮤즈, 도호, FNS27 사
- 제작 프로덕션 : 씨네 바자
- 협찬 : 미스터 도너츠
- 배급 : 도호

후편
- 총감독 : 타케우치 히데키
- 감독 : 카와무라 타이스케

### 주제곡
- 오프닝 곡: 베토벤 "교향곡 제 7번" 제1악장, 4악장 (후편은 피아노 솔로 버전)
- 엔딩 곡: 조지 거슈인 "랩소디 인 블루"

### BGM
노다메 최종악장 전편
노다메 최종악장 후편

## 영상 소프트
- 노다메 칸타빌레 최종 악장 전편 (2010년 6월 4일 발매)
  - 「노다메 칸타빌레 최종 악장 전편」DVD : 스페셜 에디션 【3매 셋트】
  - 「노다메 칸타빌레 최종 악장 전편」DVD : 일반용
  - 「노다메 칸타빌레 최종 악장 전편」Blu-ray(블루-레이)

- 노다메 칸타빌레 최종 악장 후편 (2010년 10월 8일 발매)
  - 「노다메 칸타빌레 최종 악장 후편」DVD : 스페셜 에디션 【3매 셋트】
  - 「노다메 칸타빌레 최종 악장 후편」DVD : 일반용
  - 「노다메 칸타빌레 최종 악장 후편」Blu-ray(블루-레이)

※2010년 10월 25일자 오리콘 주간 DVD 종합 차트에서는 0.9만매를 매상해 시리즈 첫 1위를 차지했다.

### CD
영화에서 사용된 악곡을 모은 사운드 트랙 「노다메 칸타빌레 최종 악장 전편 & 후편」이 2009년 12월 9일에 발매되었다. 제24회 일본 골드 디스크 대상 '사운드 트랙 오브 더 이어'를 수상했다. 클래식 음악 CD로서는 이례의 매상을 기록해, 발매로부터 약 3개월 동안 누계 출하 매수 10만매를 돌파했다.
또한, 후편 개봉을 앞두고 드라마 스페셜 드라마 판의 노래나 애니메이션 버전 용의 음원과, 미수록 음원 등을수록 한 「노다메 칸타빌레 컴플리트 BEST 100」가 DVD 첨부의 초회 한정반과 통상 반으로 2010년 4월 7일에 발매되었다.